# Липовский, Александр Лаврентьевич
Александр Лаврентьевич Липовский (1867—1942) — русский литературовед, педагог и общественный деятель; один из авторов Энциклопедического словаря Брокгауза и Ефрона.

## Биография
Родился 4 (16) февраля 1867 года в Ташкенте.
Окончил в 1886 году Ташкентскую гимназию, а в 1890 — историко-филологический факультет Императорского Санкт-Петербургского университета. С 1891 года преподавал историю в школе К. И. Мая.
Ещё будучи студентом Александр Липовский публиковал свои работы в «Туркестанских ведомостях» и «Славянских известиях»; затем сотрудничал в специальных научных журналах («Журнал Министерства народного просвещения», «Известия отделения русского языка и словесности Академии наук», «Живая старина»), посылал статьи публицистического характера в «Русский Туркестан»; принимал деятельное участие в журнале «Литературный вестник».
Осенью 1906 года Александр Лаврентьевич Липовский занял пост директора Петербургской школы К. И. Мая, которая при нём достигла своего подлинного расцвета. Однако после событий октября 1917 года школа была национализирована и 24 февраля 1918 года состоялся её последний пятьдесят пятый выпуск.
Умер 11 января 1942 года в блокадном Ленинграде и был похоронен на военной площадке Смоленского кладбища, на берегу реки Смоленки.

## Научная деятельность
А. Л. Липовский принимал активное участие в деятельности Петербургского педагогического общества (редактировал его «Справочный листок») и профессионально-политического «Союза учителей средней школы».
Липовский внёс существенный вклад в написание Энциклопедического словаря Брокгауза и Ефрона, а также «Большой энциклопедии», где разместил множество статей по истории и литературе славянских народов. В числе его публикаций:
- Иван Гундулич [1588—1638]. — СПб.: тип. П. П. Сойкина, 1894. — 40 с.
- Труды Югославянской академии наук и искусств: [Ист.-библиогр. заметки]. 1-3 / А. Л. Липовский. — СПб.: тип. Имп. Акад. наук, 1898. — 25 с.
- Хорваты: С.-Петерб. славян. благотворит. общество, 1900. —[2], II, 159 с., 1 л. карт. — (Славянские народы).
- Гоголевская юбилейная литература. [Крит. обзор]. — СПб.: типо-лит. А. Э. Винеке, 1902. — 20 с.
- Итоги русской литературы XVIII века. — М.: тип. т-ва И. Д. Сытина, 1910. — 88 с.
- Очерки по истории русской литературы от эпохи Петра Великого до Пушкина. — СПб.: типо-лит. «Энергия», 1912. — VIII, 239 с.
  - Очерки по истории русской литературы от эпохи Петра Великого до Пушкина / А. Л. Липовский; предисл. И. В. Журавлева и В. К. Журавлева. — 3-е изд., доп. — М.: URSS, 2009. — 241 с. — ISBN 978-5-397-00864-8.
- Очерки по истории русской литературы. Восемнадцатый век. — 2-е изд., испр. — Петербург Киев: Сотрудник, 1913. — 130 с.
- Спутник преподавателя словесника / Сост. В. Евгеньев-Максимов, А. Липовский и А. Гуревич. — М.; Л.: Гос. изд-во, 1928 (Л.: тип. Печатный двор). — 162 с.

## Семья
С 24 сентября 1893 года он был женат на выпускнице педагогического отделения Смольного института благородных девиц Юлии Александровне Игнатович (1868—1948). В браке у них родились четыре сына Борис, Александр, Василий, Михаил и дочь Татьяна (1901—1993). Последняя продолжила дело отца и посвятила свою жизнь педагогике. Все мальчики получили среднее образование в школе Карла Мая (в выпускном классе они, как дети директора, согласно установленным в то время правилам, переходили в другую школу — в данном случае в Ларинскую гимназию). Все сыновья Липовского сражались за Отечество на различных фронтах. Василий Липовский (1898—1919) погиб в ходе сражений. Четверть века спустя, во время Великой Отечественной войны, погиб майор Михаил Липовский (1899—1944).